# Toy Story 4
Toy Story 4 is een Amerikaanse animatiefilm uit 2019 van Pixar met Walt Disney Pictures als uitgever. Het is het vierde deel in de Toy Story-filmreeks en de opvolger van Toy Story 3 (2010). De film wordt geregisseerd door Josh Cooley en de uitvoerende producent is John Lasseter, die tevens regisseur was van Toy Story (1995) en Toy Story 2 (1999). 
De film gaat verder waar Toy Story 3 is geëindigd. Sheriff Woody (Tom Hanks) en Buzz Lightyear (Tim Allen) hebben een nieuwe eigenaar gevonden nadat Andy naar de universiteit ging. Ze maken nieuwe vrienden met ander speelgoed, waaronder met Forky (Tony Hale). Woody en Buzz nemen Forky mee op een road trip om te laten zien hoe het leven als speelgoed is.
Het verhaal is bedacht door John Lasseter, Peter Docter, Andrew Stanton en Lee Unkrich. Naast Hanks en Allen zullen ook Annie Potts (Bo Peep) en Joan Cusack (Jessie) weer te horen zijn in de film. Nieuwe stemmen in de Engelse versie zijn die van Keegan-Michael Key en Jordan Peele.
De Amerikaanse première van de film was op 21 juni 2019. In België en Nederland verscheen de film op 26 juni 2019 in de bioscoop.

## Verhaal
De film begint negen jaar na de gebeurtenissen in Toy Story 2. We zien hoe Bo Peep en Woody RC proberen te redden van een regenbui. Na de geslaagde redding ziet Woody hoe Bo Peep in een verkeerde doos terechtkomt en belandt bij een nieuwe eigenaar.
Door middel van een compilatie zien we de jaren die verstrijken en maken we een sprong naar na Toy Story 3. Het speelgoed van Andy is nu geschonken aan Bonnie (zij vond in de vorige film Woody toen hij Andy ging zoeken). Waar Woody nog het favoriete speelgoed van Andy was, merkt hij dat hij dit niet is van Bonnie. Zij speelt liever met ander speelgoed.
Wanneer Bonnie voor het eerst naar de kleuterschool gaat, kruipt Woody stiekem in haar rugtas. Hier ziet hij hoe alleen Bonnie zich voelt en om haar te helpen, raapt Woody tijdens het knutselen diverse spullen bij elkaar, waaronder een spork. Bonnie maakt van deze materialen een figuur die ze "Forky" noemt. Wanneer ze hem in haar tas gestopt heeft om mee naar huis te nemen, komt Forky tot leven. Alhoewel Forky het favoriete speelgoed van Bonnie wordt, voelt Forky zich afval en probeert zich telkens in de prullenbak te gooien. Woody besluit dat het zijn taak wordt te voorkomen dat Forky zichzelf weggooit.
Wanneer Bonnie en haar familie op vakantie gaan, springt Forky uit het raam van de camper. Woody springt erachteraan om te zorgen dat hij terugkomt bij Bonnie. Wanneer hij samen met Forky richting de camper terugkeert, ziet hij in de etalage van een antiekzaak de lamp van Bo Peep staan. Hij besluit de winkel binnen te gaan om op zoek te gaan naar Bo Peep, maar komt de pop Gabby Gabby tegen, die de stemkast van Woody wil hebben om de hare te vervangen. Woody kan ontsnappen, maar Forky blijft achter in de winkel. Buiten de winkel komt Woody Bo Peep met haar schapen tegen, die nu leven als 'verloren speelgoed'. Bo stemt er mee in om Woody te helpen Forky te redden van Gabby Gabby en terug te brengen naar Bonnie.
Ondertussen gaat Buzz op zoek naar Woody, maar belandt als prijs in een kermisspel. Hij ontsnapt hieruit met Ducky en Bunny, waarna ze samen Woody en Bo Peep ontmoeten. Met hulp van de 'Polly Pocket' Giggle McDimples en stuntman Duke Caboom proberen ze tevergeefs Forky te redden. Uiteindelijk besluit Woody zijn stemkastje te geven aan Gabby in ruil voor Forky.
Gabby hoopt met dit stemkastje weer meegenomen te worden door een nieuw kind, maar het blijkt dat -ook met een nieuw kastje- Harmony (een kind dat de antiekzaak vaak bezoekt) haar niet meeneemt. Woody vertelt Gabby dat ze mee kan gaan naar Bonnie om haar speelgoed te worden. Bo, Gabby en Woody gaan naar de kermis, terwijl de rest van Bonnies speelgoed zorgt dat de camper richting de kermis rijdt. Wanneer Gabby een verdwaald huilend meisje ziet, besluit ze niet naar Bonnie te gaan, maar achter te blijven bij het meisje om haar te troosten.
Woody en Bo nemen afscheid, maar nadat Buzz Woody heeft verteld dat Bonnie ook zonder hem in orde zal zijn, besluit Woody bij Bo te blijven in plaats van naar Bonnie terug te keren. Woody geeft zijn sheriff-badge door aan Jessie en neemt afscheid van zijn vrienden.
Woody en Bo beginnen een nieuw leven met Ducky, Bunny, Giggle en Duke, waar ze nieuwe eigenaren voor verloren speelgoed zoeken.

## Rolverdeling
| Personage                       | Taal                                                                                    | Taal                   | Taal                  |
| Personage                       | Originele versie                                                                        | Nederlandse versie     | Vlaamse versie        |
| ------------------------------- | --------------------------------------------------------------------------------------- | ---------------------- | --------------------- |
| Sheriff Woody Pride             | Tom Hanks                                                                               | Huub Dikstaal          | Warre Borgmans        |
| Buzz Lightyear                  | Tim Allen                                                                               | Jan Elbertse           | Vic De Wachter        |
| Bo Peep                         | Annie Potts                                                                             | Monique van de Ven     | Eline De Munck        |
| Forky                           | Tony Hale                                                                               | Pepijn Koolen          | Jeroen Van Dyck       |
| Ducky                           | Keegan-Michael Key                                                                      | Rogier Komproe         | Govert Deploige       |
| Bunny                           | Jordan Peele                                                                            | Howard Komproe         | Pieter Embrechts      |
| Bonnie Anderson                 | Madeleine McGraw                                                                        | Finne Rodenburg        | Sophia Couvreur       |
| Gabby Gabby                     | Christina Hendricks                                                                     | Leonoor Koster         | Alejandra Theus       |
| Duke Caboom                     | Keanu Reeves                                                                            | Edwin Jonker           | Steve Geerts          |
| Giggle McDimples                | Ally Maki                                                                               | Pip Pellens            | Maja Van Honsté       |
| Mr. Anderson (Bonnie's vader)   | Jay Hernandez                                                                           | Erik van der Horst     | Kobe Van Herwegen     |
| Mrs. Anderson (Bonnie's moeder) | Lori Alan                                                                               | Jannemien Cnossen      | Alexandra Potvin      |
| Jessie                          | Joan Cusack                                                                             | Angélique de Bruijne   | Ann Van den Broeck    |
| Dolly                           | Bonnie Hunt                                                                             | Hilde de Mildt         | Anne Mie Gils         |
| Trixie                          | Kristen Schaal                                                                          | Melise de Winter       | Ingrid Van Rensbergen |
| Billy / Goat / Gruff            | Emily Davis                                                                             | Emily Davis            | Emily Davis           |
| Rex                             | Wallace Shawn                                                                           | Arjan Ederveen         | Sven De Ridder        |
| Hamm                            | John Ratzenberger                                                                       | Peter Van Gucht        | Peter Van Gucht       |
| Slinky Dog                      | Blake Clark                                                                             | Chiem van Houweninge   | Luk De Koninck        |
| Margaret de Winkel Eigenaresse  | June Squibb                                                                             | Maria Lindes           | Anke Helsen           |
| Combat Carl                     | Carl Weathers                                                                           | Daan van Rijssel       | Dries Vanhegen        |
| Harmony                         | Lila Sage Bromley                                                                       | Lux Parser             | Lena Meulemans        |
| Mr. Potato Head                 | Don Rickles (Rickles stierf in april 2017, maar keert terug door archiefaudiomateriaal) | Ronald Van Rillaer     | Hubert Damen          |
| Buttercup                       | Jeff Garlin                                                                             | Fred Meijer            | Ben Segers            |
| Millie                          | Maliah Bargas-Good                                                                      | Lotte Heijs            | Renée Van Cauwenbergh |
| Jonge Andy                      | Jack McGraw                                                                             | Matheu Hinzen          | Dries Van Cauwenbergh |
| Miss Wendy                      | Juliana Sloan                                                                           | Chava voor in 't Holt  | Tatyana Beloy         |
| Mrs. Potato Head                | Estelle Harris                                                                          | Marloes van den Heuvel | Gilda De Bal          |
| Mrs. Davis (Andy's moeder)      | Laurie Metcalf                                                                          | Daphne Flint           | Andrea Croonenberghs  |
| The Dummies                     | Steve Purcell                                                                           | Steve Purcell          | Steve Purcell         |
| Melephant Brooks                | Mel Brooks                                                                              | Stan Limburg           | Ron Cornet            |
| Old Timer                       | Alan Oppenheimer                                                                        | Jan Nonhof             | Jos Dom               |
| Chairol Burnett                 | Carol Burnett                                                                           | Hymke de Vries         | Cathy Petit           |
| Bitey White                     | Betty White                                                                             | Daphne Flint           | Anke Helsen           |
| Carl Reineroceros               | Carl Reiner                                                                             | Rutger Le Poole        | Bert Van Poucke       |
| Axel the Carnie                 | Bill Hader                                                                              | Joey Willems-Schalker  | Gilles Van Bouwel     |
| Harmony's moeder                | Patricia Arquette                                                                       | Nine Meijer            | Cathy Petit           |
| Mr. Pricklepants                | Timothy Dalton                                                                          | Paul Disbergen         | Anton Cogen           |
| Caboom TV Announcer             | Flea                                                                                    | Rutger Le Poole        | Thomas Cordie         |
| Karen Beverly                   | Melissa Villaseñor                                                                      | Leonoor Koster         | Nina Rey              |
| De aliens                       | Jeff Pidgeon                                                                            | Stan Limburg           | Dirk De Geyndt        |
| Tiener Andy                     | John Morris                                                                             | Joey Willems-Schalker  | Bert Van Poucke       |

De Nederlandse nasynchronisatie is geregisseerd door Rutger Le Poole, met Jan-Willem Verkuyl als vertaler van de dialogen en Hans Cassa en Koen van Dijk als vertalers van de liedjes. De overige Nederlandse stemmen in de film werden onder andere ingesproken door Nine Meijer, Eliza Norbury, Kate Brand, Martijn Kooring. Het Nederlandse koor bestaat uit Han van Eijk, Peggy Sandaal, Franky Rampen, Erik van der Horst, Jannemien Cnossen, Nine Meijer en Edwin Jonker.

De Vlaamse nasynchronisatie is geregisseerd door Dirk Van Geyndt, met Jan-Willem Verkuyl als vertaler van de dialogen. Dirk De Geyndt verzorgde de adaptatie van de dialogen en liedjes en de regie van de liedjes. Vic Lewis en Hans Cassa zijn de vertalers van de liedjes. De overige Vlaamse stemmen in de film werden ingesproken door Marthe Willems, Eliza Norbury, Naomi Janssens, Rondel Reynoldson, Sieg De Doncker en Elysha Jackson. Het Vlaamse koor bestaat uit Steven Roox, Laura Seys, Geoffrey Debondt, Jonathan Demoor en Goele De Raedt. De Vlaamse liedjes zijn ingezongen door Hans Van Cauwenberghe en Jonathan Demoor, waarbij Dirk De Geyndt en Vic Lewis de Vlaamse adaptatie verzorgden.

## Achtergrond
Deze film was gepland te verschijnen op 16 juni 2017. Op 8 oktober 2015 werd bekendgemaakt dat de première verschoven wordt waarna Cars 3 in 2017 verscheen. Toy Story 4 was dan gepland te verschijnen op 15 juni 2018. Later werd de premièredatum nogmaals verschoven naar 21 juni 2019 zodat Incredibles 2 eerder kon verschijnen.

### Muziek
Net als de vorige drie films heeft Randy Newman de soundtrack gemaakt.
Naast dat enkele muziekstukken hergebruikt zijn, schreef Newman ook een aantal nieuwe thema's voor Bonnie, Gabby Gabby, Duke Caboom en Forky.
Daarnaast schreef hij twee nieuwe nummers, getiteld "The ballad of the lonesome cowboy" en "I can't let you throw yourself away".